# Lejdsjön
Lejdsjön är en sjö i Leksands kommun i Dalarna och ingår i Dalälvens huvudavrinningsområde. Sjön är 6 meter djup, har en yta på 0,273 kvadratkilometer och är belägen 203 meter över havet. Vid provfiske har gädda fångats i sjön.

## Delavrinningsområde
Lejdsjön ingår i det delavrinningsområde (674774-148829) som SMHI kallar för Utloppet av Lejdsjön. Medelhöjden är 211 meter över havet och ytan är 1,68 kvadratkilometer. Det finns ett avrinningsområde uppströms, och räknas det in blir den ackumulerade arean 13 kvadratkilometer. Vattendraget som avvattnar avrinningsområdet har biflödesordning 5, vilket innebär att vattnet flödar genom totalt 5 vattendrag innan det når havet efter 268 kilometer. Avrinningsområdet består mestadels av skog (49 procent) och sankmarker (18 procent). Avrinningsområdet har 0,27 kvadratkilometer vattenytor vilket ger det en sjöprocent på 16,2 procent.